# Katona Gyula (orvos)
Katona Gyula (Szentendre,1919. szeptember 2 – Budapest, 2005. november 14.) – magyar orvos, Szentendre díszpolgára.

## Élete
Édesapját id. Katona Gyulát az első világháború idején mint katonaorvost vezényelték Karcagról Szentendrére. Itt ismerte meg és vette feleségül Thaller Vilmát. Fiuk, ifj. Katona Gyula szüleivel együtt később visszatért Karcagra. Az elemi iskoláit és a gimnáziumot is Karcagon végezte el. Gimnáziumi tanulmányai után iratkozott be a Pázmány Péter egyetem orvosi karára. Az egyetemet 1944-ben végezte el, majd Szentendrén kezdte el orvosi praxisát, és a front idején is egyedül látta el betegeit, közben rövid ideig ő látta el a fővárosból Szentendrére helyezett Rókus kórház szülészeti osztályát is. A második világháború befejezése után visszatért Szentendrére, ahol 1950-ig háziorvosként, majd körzeti orvosként végezte munkáját. Közben 1945-től 1974-ig ellátta Pilisszentlászló orvosi feladatait is. Itt élt és dolgozott Szentendrén élete későbbi szakaszaiban is. 
86 évesen, 2005. november 14-én hunyt el Budapesten.

## Munkássága
A betegellátás mellett részt vett a város egészségügyének háború utáni ujjászervezésében. Munkáját nyugdíjazása után sem hagyta abba, 25 évig volt tagja a városi tanácsnak, elnöke volt a szociális és egészségügyi bizottságnak, haláláig szolgálva a várost.
50 évi munkássága alatt számos kitüntetésben részesült, 1983-ban elnyerte a Szentendre Díszpolgára címet is.

## Családja
Felesége szintén orvos, 2005-ben Szentendre díszpolgára.

## Emléktáblája
Halála után emlékére emléktáblát avattak fel egykori lakása falán.
Emléktábláján a felirat:
Gyógyítani alázattal és hivatástudattal